# Liste der Kulturdenkmäler in Etgert
In der Liste der Kulturdenkmäler in Etgert sind alle Kulturdenkmäler der rheinland-pfälzischen Ortsgemeinde Etgert aufgeführt. Grundlage ist die Denkmalliste des Landes Rheinland-Pfalz (Stand: 10. August 2023).

## Einzeldenkmäler
| Bezeichnung        | Lage                                | Baujahr  | Beschreibung | Bild |
| ------------------ | ----------------------------------- | -------- | --- | ---- |
| Etgerter Sägemühle | nördlich des Ortes im Dhrontal Lage | vor 1843 | auch Blatts Mühle; ehemalige Säge- und Öhlmühle, Fachwerkbau, teilweise massiv, vor 1843; Mühlgraben und technische Ausstattung (Ölpresswerk, Mühlrad) erhalten | BW   |